# Marco Antonio Maffei
Marco Antonio Maffei (Bérgamo, 29 de novembro de 1521 - Roma, 22 de agosto de 1583) foi um cardeal do século XVI.

## Biografia
Nasceu em Bérgamo em 29 de novembro de 1521. De família nobre. patrício romano. Terceiro dos oito filhos de Girolamo Maffei e Antonia Mattei. Irmão do cardeal Bernardino Maffei (1549). Tio dos cardeais Orazio Maffei (1606) e Marcello Lante (1606). Tio-avô do cardeal Gregorio Naro (1629). Seu primeiro nome também está listado como Marco Antonio.
Estudou na Universidade de Ferrara, onde se doutorou in utroque iure , direito canônico e civil, em setembro de 1547).
clérigo romano. Advogado consistorial, 1549. Cônego da basílica patriarcal de Latrão. Vice-governador de Viterbo, 1552..
Eleito arcebispo de Chieti, 14 de julho de 1553; sucedeu a seu irmão Barnardino. Consagrado (sem informações encontradas). Referendário dos Tribunais da Assinatura Apostólica da Justiça e da Graça, ca. 1554. Governador de Viterbo, 27 de setembro de 1555 até 1557. Vice-gerente do vicariato de Roma, 1560 até janeiro de 1566. Nomeado núncio na Polônia pelo Papa Pio V. Vigário geral de Roma (?). Datário de Sua Santidade, 1566 até 1570. Prelado doméstico de Sua Santidade, outubro de 1569. Renunciou ao governo da arquidiocese, mantendo sua denominação, antes de 14 de janeiro de 1568. Cônego da basílica patriarcal do Vaticano, 29 de julho de 1568, por ocasião da morte de seu irmão Achille..
Criado cardeal sacerdote no consistório de 17 de maio de 1570; recebeu o gorro vermelho e o título de S. Calisto, em 9 de junho de 1570. Participou do conclave de 1572, que elegeu o Papa Gregório XIII. Prefeito da SC dos Bispos, 1576 até à sua morte. Prefeito dos Breves Apostólicos no pontificado do Papa Gregório XIII..
Morreu em Roma em 22 de agosto de 1583. Sepultado na capela dos seus antepassados na igreja de S. Maria sopra Minerva, Roma.